# 新漢諾威鎮區 (新澤西州)
新漢諾威鎮區（英語：New Hanover Township）是位於美國新澤西州伯靈頓縣的一個鎮區。

## 地方資料
新漢諾威鎮區的面積為58.42平方千米，當中陸地面積為57.84平方千米，而水域面積為0.58平方千米。根據2020年美國人口普查的數據，當地共有人口6367人，而人口密度為每平方千米108.99人。